# Pavel Hroch
Pavel Hroch (* 3. prosince 1962) je český politik, v letech 2012 až 2024 zastupitel Jihočeského kraje (navíc v letech 2016 až 2017 radní kraje a v letech 2017 až 2024 náměstek hejtmana), mezi lety 2002 a 2022 starosta obce Kovářov na Písecku. Od ledna 2012 je předsedou politického hnutí Jihočeši 2012, do té doby kandidoval jako nezávislý.

## Osobní a profesní život
Vystudoval Střední odborné učiliště Sezimovo Ústí jako univerzální obráběč kovů a střední průmyslovou školu tamtéž. Její studium úspěšně zakončil maturitní zkouškou. Pracoval například jako dělník v Kovosvitu Sezimovo Ústí, byl technikem ve firmě ZVVZ Milevsko, obchodním ředitelem společnosti Motor Písek a jednatelem firmy K-HNH s. r. o. Kovářov. Od roku 2002 se věnuje práci v komunální a posléze i v krajské politice.
Mezi jeho zájmy patří sport a turistika. V minulosti působil i jako fotbalový trenér mládeže.
Je ženatý a má dvě děti.

## Politická kariéra
V komunálních volbách 2002 se stal členem zastupitelstva v Kovářově za Sdružení nezávislých kandidátů a následně byl zvolen starostou. Tento post obhájil i v dalších čtyřech funkčních obdobích, přičemž ve volbách v roce 2018 stál v čele obecní kandidátky hnutí Jihočeši 2012. Pod jeho vedením se Kovářov stal Jihočeskou vesnicí roku i Vesnicí roku ČR 2004 a o dva roky později získal Evropskou cenu obnovy vesnice.
V roce 2011 se podílel na vzniku nového politického hnutí Jihočeši 2012 (JIH 12) a od počátku se stal jeho předsedou. Důvodem zrodu tohoto hnutí byl nesouhlas části jihočeských komunálních politiků s klientelismem a spornými projekty, které v té době prosazovala krajská koalice ČSSD a ODS. Hnutí JIH 12 rovněž kritizovalo, že se při rozdělování peněz z evropských fondů zapomíná na venkov.
V prvních krajských volbách, kterých se hnutí Jihočeši 2012 zúčastnilo, získali jeho kandidáti devět mandátů a stali se nejsilnější opoziční stranou. V té době působil Hroch jako člen kontrolního výboru. Další krajské volby v roce 2016 znamenaly pro JIH 12 zisk čtyř mandátů a vstup do vedení Jihočeského kraje jako koaliční partner ČSSD a hnutí ANO. Po půl roce však zástupci ANO vypověděli koaliční smlouvu a po dalším vyjednávání vznikla nová koalice složená z ČSSD, KDU-ČSL, uskupení Pro Jižní Čechy a JIH 12. Pavel Hroch se stal náměstkem hejtmanky Jihočeského kraje. Na starosti měl oblast venkova, zemědělství, životní prostředí a kulturu.
V krajských volbách v roce 2020 obhájil z pozice lídra a jakožto člen hnutí Jihočeši 2012 post zastupitele Jihočeského kraje, a to na společné kandidátce hnutí Jihočeši 2012, hnutí Tábor 2020 a hnutí Občané pro Budějovice. Dne 3. listopadu 2020 se navíc opět stal náměstkem hejtmana Jihočeského kraje pro venkov, kulturu a památky.
V krajských volbách v roce 2024 opět obhajoval post zastupitele Jihočeského kraje jako člen hnutí JIH 12 a lídr jeho kandidátky. Hnutí však získalo jen 3,30 % hlasů, do krajského zastupitelstva se nedostalo, a mandát krajského zastupitele tak neobhájil.